# Tommy Moe
Thomas Sven Moe detto Tommy  (Missoula, 17 febbraio 1970) è un ex sciatore alpino statunitense, campione olimpico nella discesa libera ai XVII Giochi olimpici invernali di Lillehammer 1994.
Specialista delle prove veloci in attività tra la fine degli anni 1980 e il decennio successivo, fu in grado di aggiudicarsi anche una vittoria in Coppa del Mondo.

## Biografia
Moe, nato a Missoula nel Montana, si trasferì in giovane età a Girdwood in Alaska; è sposato con Megan Gerety, a sua volta sciatrice alpina.

### Stagioni 1986-1993
Debuttò in campo internazionale in occasione dei Mondiali juniores di Bad Kleinkirchheim 1986; l'anno dopo, nella rassegna iridata giovanile di Hemsedal/Sälen, vinse la medaglia d'argento nella discesa libera. Esordì ai Campionati mondiali a Vail 1989, dove fu 12º nella discesa libera; nello stesso anno ai Mondiali juniores di Alyeska conquistò la medaglia d'oro nel supergigante e nella combinata.
Nella stagione successiva ottenne il suo primo piazzamento di rilievo in Coppa del Mondo, classificandosi 13º nella discesa libera di Åre del 17 marzo 1990, e vinse la Nor-Am Cup 1990. Ai XVI Giochi olimpici invernali di Albertville 1992, suo esordio olimpico, fu 20º nella discesa libera, 28º nel supergigante e 28º nella combinata, mentre l'anno dopo partecipò ai Mondiali di Morioka, piazzandosi 5º nella discesa libera, e colse il suo primo podio in Coppa del Mondo, arrivando 2º nella discesa libera di Whistler del 27 febbraio.

### Stagioni 1994-1998
Ai XVII Giochi olimpici invernali di Lillehammer 1994 raggiunse l'apice della carriera, vincendo la medaglia d'oro nella discesa libera e la medaglia d'argento nel supergigante; si classificò inoltre 5º nella combinata. Poco più tardi, il 13 marzo, vinse a Whistler la sua unica gara di Coppa del Mondo, un supergigante. L'11 dicembre 1994 a Tignes salì per l'ultima volta in carriera sul podio in Coppa del Mondo, classificandosi 2º in supergigante; ai Mondiali di Sierra Nevada 1996, sua ultima presenza iridata, si piazzò 21º nella discesa libera e 42º nel supergigante.
Durante la sua ultima stagione agonistica, 1997-1998, partecipò ai XVIII Giochi olimpici invernali di Nagano 1998, classificandosi 12º nella discesa libera e 8º nel supergigante; disputò la sua ultima gara in Coppa del Mondo l'8 marzo a Lillehammer Kvitfjell, quando fu 26º in supergigante, e si congedò dalle competizioni il 21 marzo seguente, in occasione della discesa libera dei Campionati statunitensi 1998 disputata a Jackson e chiusa da Moe all'8º posto.

## Palmarès

### Olimpiadi
- 2 medaglie:
  - 1 oro (discesa libera a Lillehammer 1994)
  - 1 argento (supergigante a Lillehammer 1994)

### Mondiali juniores
- 3 medaglie:
  - 2 ori (supergigante, combinata[4] ad Alyeska 1989)
  - 1 argento (discesa libera a Hemsedal/Sälen 1987)

### Coppa del Mondo
- Miglior piazzamento in classifica generale: 8º nel 1994
- 7 podi (4 in discesa libera, 3 in supergigante):
  - 1 vittoria
  - 2 secondi posti
  - 4 terzi posti

#### Coppa del Mondo - vittorie
| Data          | Località | Paese  | Specialità |
| ------------- | -------- | ------ | ---------- |
| 13 marzo 1994 | Whistler | Canada | SG         |

Legenda:

SG = supergigante

### Nor-Am Cup
- Vincitore della Nor-Am Cup nel 1990[2][5]
- Vincitore della classifica di supergigante nel 1990[senza fonte]

### Campionati statunitensi
- 10 medaglie (dati parziali fino alla stagione 1994-1995)[6]:
  - 5 ori[1] (tra i quali: supergigante[3][7][8] nel 1989; slalom gigante[4] nel 1990; discesa libera, supergigante nel 1997)
  - 2 argenti (combinata[7] nel 1989; discesa libera[9] nel 1991)
  - 3 bronzi (slalom gigante[7] nel 1989; discesa libera, supergigante nel 1996)